# Рома-Крік (Техас)
Рома-Крік (англ. Roma Creek) — переписна місцевість (CDP) в США, в окрузі Старр штату Техас. Населення — 350 осіб (2010).

## Географія
Рома-Крік розташована за координатами 26°25′9″ пн. ш. 99°1′7″ зх. д. / 26.41917° пн. ш. 99.01861° зх. д. (26.419189, -99.018475).  За даними Бюро перепису населення США в 2010 році переписна місцевість мала площу 0,47 км², уся площа — суходіл. В 2017 році площа становила 0,00 км², уся площа — суходіл.

## Демографія
Згідно з переписом 2010 року, у переписній місцевості мешкало 350 осіб у 93 домогосподарствах у складі 89 родин. Густота населення становила 746 осіб/км².  Було 102 помешкання (217/км²).
Расовий склад населення:
| - 100,0 % — білих |

До двох чи більше рас належало 0,0 %. Частка іспаномовних становила 99,7 % від усіх жителів.
За віковим діапазоном населення розподілялося таким чином: 33,1 % — особи молодші 18 років, 59,8 % — особи у віці 18—64 років, 7,1 % — особи у віці 65 років та старші. Медіана віку мешканця становила 29,7 року. На 100 осіб жіночої статі у переписній місцевості припадало 81,3 чоловіків;  на 100 жінок у віці від 18 років та старших — 81,4 чоловіків також старших 18 років.
За межею бідності перебувало 17,4 % осіб, у тому числі 16,2 % дітей у віці до 18 років та 0,0 % осіб у віці 65 років та старших.
Цивільне працевлаштоване населення становило 196 осіб. Основні галузі зайнятості: освіта, охорона здоров'я та соціальна допомога — 41,3 %, публічна адміністрація — 14,3 %, транспорт — 13,3 %.